# Gaspar Rodríguez Llaneza
Gaspar Rodríguez Llaneza (Oviedo, 9 de juny de 1968) és un exfutbolista asturià, que ocupava la posició de defensa.

## Trajectòria
Va jugar a primera divisió amb el Reial Oviedo entre 1989 i 1993. Va disputar un total de 38 partits amb els asturians, gairebé la majoria en les dues primeres temporades.